# Ziegendorf (Petersaurach)
Ziegendorf is een plaats in de Duitse gemeente Petersaurach, deelstaat Beieren.